# Ивица и Марица
Ивица и Марица је немачка народна бајка коју су адаптирала Браћа Грим. Такође је познат као Хансел и Гретел, или Мали полубрат и мала полусестра.
Ивица и Марица су брат и сестра напуштени у шуми, где падају у руке вештице која живи у кући направљеној од медењака, колача и слаткиша. Канибалска вештица намерава да угоји децу пре него што их на крају поједе, али Ивица надмудри вештицу и убије је. Двоје деце тада бежи да би спасле своје главе и враћају се кући са вештичиним благом.
„Ивица и Марица“ је прича о типа 327А у АТУ каталогу. Такође укључује епизоду типа 1121 ('Спаљивање вештице у сопственој пећници'). Радња се одвија у средњовековној Немачкој. Прича је прилагођена различитим медијима, а посебно опери Hänsel und Gretel (1893) Енгелберт Хумпердинк.

## Прича
Ивица и Марица су били деца сиромашног столара. Бојећи се глади, њихова маћеха наговори њиховог оца, столара, да се реше деце на тај начин што ће их одвести у шуму и тамо оставити. Ивица и Марица су некако сазнали за тај план те се договоре да бацају беле каменчиће на путу и тако нађу назад пут до куће. Тако и би, те се њих двоје вратише кући али столар реши да их по други пут остави у шуми, те њих двоје не имајући времена да сакупе каменчиће, понеше са собом мрвице хлеба како би обележили пут. Нажалост гладне животиње шуме поједоше мрвице и Ивица и Марица остадоше у шуми изгубљени.
Тако лутајући у шуми, одједном наиђоше на кућу направљену од хлеба (у каснијим верзијама материјал варира, од чоколаде па до марципана), са шећерним прозорима, и онако изгладнели почеше да једу кућу. Утом изађе из куће стара жена и позва их да уђу, рекавши им да ће да направи праву гозбу за њих. Међутим то беше стара и зла вештица која је направила кућу од чоколаде да би намамила децу, ухватила их и појела. Вештица дакле, затвори Ивицу како би га утовила и потом спремила ручак од њега, а Марицу претвори у служавку. Ивицу је терала да једе до изнемоглости, а Марица је морала да чисти и спрема по цео дан. Кад је вештица одлучила да је Ивица довољно дебео како би од њега био један леп ручак, заложи рерну у којој је намеравала да га испече. Недуго затим, рече Марици да се попне у рерну и да види да ли је спремна за печење, међутим, Марица рече да не може да дохвати рерну, те на превару доведе вештицу и натера је да она уђе у рерну. Кад је вештица била цела у рерни, Марица хитро затвори враташца и забрави их, како вештица не би могла да изађе, ослободи брата те заједно побегоше из вештичине куће, а вештица оста горети у рерни.

### Анимирани  и играни филмови
| Филм                            | Година | Режисер              |
| ------------------------------- | ------ | -------------------- |
| The Story of 'Hansel and Gretel | 1951   | Реј Харихаусен       |
| Hänsel und Gretel               | 1954   | Волтер Јансен        |
| Hänsel und Gretel               | 1954   | Фриц Геншо           |
| Hänsel und Gretel               | 1954   | Џон Пол              |
| Hansel & Gretel                 | 1984   | Питер Медак          |
| Hansel And Gretel               | 1987   | Лен Талан            |
| Hansel and Gretel               | 1987   | Хироши Сајто         |
| Hansel & Gretel                 | 1997   | Ричард Слапчински    |
| Hansel and Gretel               | 2002   | Гари Џ. Таниклиф     |
| Witchslayer Gretl               | 2012   | Марио Филип Азопарди |
| Hansel & Gretel: Witch Hunters  | 2013   | Томи Виркола         |
| Hansel & Gretel Get Baked       | 2013   | Дуан Џурни           |
| Hansel & Gretel                 | 2013   | Антхони Ц. Ферант    |
| Gretel & Hansel                 | 2020   | Оз Перкинс           |
| Secret Magic Control Agency     | 2021   | Алексеј Цицилин      |

## Анализа
Прича Браће Грим је требало да буде бајка за људе средње класе средином 19. века, међутим, такође говори и о тешком животу и глади кроз коју је пролазило много људи у 19. веку. Због константне глади која је тада владала, уопште није било неуобичајено да родитељи напусте своју децу и то најчешће у шумама где би деца или умрла од глади или би их растргле дивље звери.
У првом издању Гримових колекција прича, није постојала маћеха; мајка је лично убедила оца да оставе децу у шуми. То се променило као и у бајци: Снежана и седам патуљака, како би деци биле пријатније за читање.

## Порекло

### Издања
Од рукописа пре објављивања из 1810. (Das Brüderchen und das Schwesterchen) до шестог издања Kinder- und Hausmärchen (Гримове бајке) 1850. године, браћа Грим су направила неколико измена у причи, која је прогресивно добијала на дужини, психолошкој мотивацији, и визуелним сликама, али је такође попримала више хришћански тон, пребацујући кривицу за напуштање са мајке на маћеху повезану са вештицом.
У оригиналном издању приповетке, дрвосечина супруга је биолошка мајка деце, али је од 4. издања (1840) звана и „маћеха“. Браћа Грим су заиста увела реч „маћеха“, али су у неким пасусима задржали „мајка“. Чак и њихова коначна верзија у 7. издању (1857) остаје нејасна о њеној улози, јер се у њој жена дрвосече два пута спомиње као „мајка” и једном као „маћеха”.
Секвенца у којој им патка помаже да пређу реку такође је каснији додатак. У неким каснијим верзијама, мајка је умрла од непознатих узрока, напустила породицу или је остала са мужем на крају приче. У рукопису пре објављивања из 1810. деца су названа „мали брат“ и „мала сестра“, а затим су у првом издању (1812) названа Хенсел и Гретел. Вилхелм Грим је такође изменио текст алзашким дијалектима, „поновно присвојеним“ из алзашке верзије Августа Штребера (1842) како би причи дао „народнији“ тон.
Голдберг напомиње да, иако „нема сумње да су Гримсови Hänsel und Gretel састављени из више делове, они су, међутим, састављени од традиционалних елемената“, а сами њени претходни наратори су „аранжирали ову малу причу заједно са другим традиционалним мотивима током векова." На пример, патка која помаже деци да пређу реку може бити остатак старог традиционалног мотива у комплексу народних бајки који су Гримови поново увели у каснијим издањима.